# Mecze reprezentacji Hiszpanii w piłce siatkowej mężczyzn prowadzonej przez Marcelo Mendeza

## Oficjalne mecze międzynarodowe
| Nr   | Przeciwnik        | Miejsce                         | Data         | Wynik (Hiszpania-przeciwnik)            | Impreza                                                        | Raport |
| 2007 | 2007              | 2007                            | 2007         | 2007                                    | 2007                                                           | 2007   |
| ---- | ----------------- | ------------------------------- | ------------ | --------------------------------------- | -------------------------------------------------------------- | ------ |
| 1    | Bułgaria          | Matsumoto (Japonia)             | 18 listopada | 1:3 (21:25, 25:19, 20:25, 17:25)        | Puchar Świata 2007                                             |        |
| 2    | Brazylia          | Matsumoto (Japonia)             | 19 listopada | 0:3 (28:30, 17:25, 16:25)               | Puchar Świata 2007                                             |        |
| 3    | Stany Zjednoczone | Matsumoto (Japonia)             | 20 listopada | 3:1 (21:25, 25:20, 27:25, 25:20)        | Puchar Świata 2007                                             |        |
| 4    | Egipt             | Toyama (Japonia)                | 22 listopada | 3:0 (25:19, 25:21, 25:19)               | Puchar Świata 2007                                             |        |
| 5    | Portoryko         | Toyama (Japonia)                | 23 listopada | 0:3 (18:25, 22:25, 18:25)               | Puchar Świata 2007                                             |        |
| 6    | Rosja             | Fukuoka (Japonia)               | 25 listopada | 0:3 (21:25, 13:25, 15:25)               | Puchar Świata 2007                                             |        |
| 7    | Argentyna         | Fukuoka (Japonia)               | 26 listopada | 3:0 (26:24, 25:22, 25:18)               | Puchar Świata 2007                                             |        |
| 8    | Japonia           | Fukuoka (Japonia)               | 27 listopada | 3:1 (24:26, 25:19, 25:18, 25:19)        | Puchar Świata 2007                                             |        |
| 9    | Australia         | Tokio (Japonia)                 | 30 listopada | 3:0 (25:21, 25:19, 25:20)               | Puchar Świata 2007                                             |        |
| 10   | Korea Południowa  | Tokio (Japonia)                 | 1 grudnia    | 3:0 (25:22, 25:17, 28:26)               | Puchar Świata 2007                                             |        |
| 11   | Tunezja           | Tokio (Japonia)                 | 2 grudnia    | 3:1 (25:16, 25:22, 21:25, 25:18)        | Puchar Świata 2007                                             |        |
| 2008 |                   |                                 |              |                                         |                                                                |        |
| 12   | Polska            | Izmir (Turcja)                  | 7 stycznia   | 3:2 (19:25, 25:22, 26:28, 25:21, 15:11) | Europejski Turniej Kwalifikacyjny do Igrzysk Olimpijskich 2008 |        |
| 13   | Włochy            | Izmir (Turcja)                  | 9 stycznia   | 3:2 (25:21, 13:25, 19:25, 25:19, 15:12) | Europejski Turniej Kwalifikacyjny do Igrzysk Olimpijskich 2008 |        |
| 14   | Holandia          | Izmir (Turcja)                  | 10 stycznia  | 1:3 (24:26, 25:22, 19:25, 17:25)        | Europejski Turniej Kwalifikacyjny do Igrzysk Olimpijskich 2008 |        |
| 15   | Finlandia         | Izmir (Turcja)                  | 12 stycznia  | 3:1 (25:22, 21:25, 25:16, 25:16)        | Europejski Turniej Kwalifikacyjny do Igrzysk Olimpijskich 2008 |        |
| 16   | Serbia            | Izmir (Turcja)                  | 13 stycznia  | 2:3 (26:24, 25:16, 19:25, 15:25, 15:17) | Europejski Turniej Kwalifikacyjny do Igrzysk Olimpijskich 2008 |        |
| 17   | Kuba              | Düsseldorf (Niemcy)             | 23 maja      | 1:3 (18:25, 25:18, 20:25, 17:25)        | Światowy Turniej Kwalifikacyjny do Igrzysk Olimpijskich 2008   |        |
| 18   | Chińskie Tajpej   | Düsseldorf (Niemcy)             | 24 maja      | 3:1 (25:19, 25:15, 23:25, 25:20)        | Światowy Turniej Kwalifikacyjny do Igrzysk Olimpijskich 2008   |        |
| 19   | Niemcy            | Düsseldorf (Niemcy)             | 25 maja      | 2:3 (23:25, 23:25, 25:23, 25:22, 10:15) | Światowy Turniej Kwalifikacyjny do Igrzysk Olimpijskich 2008   |        |
| 20   | Bułgaria          | Warna (Bułgaria)                | 14 czerwca   | 0:3 (31:33, 19:25, 17:25)               | Liga Światowa 2008                                             |        |
| 21   | Bułgaria          | Warna (Bułgaria)                | 15 czerwca   | 1:3 (25:19, 18:25, 22:25, 13:25)        | Liga Światowa 2008                                             |        |
| 22   | Finlandia         | Valladolid                      | 21 czerwca   | 3:2 (21:25, 19:25, 25:19, 25:20, 15:10) | Liga Światowa 2008                                             |        |
| 23   | Finlandia         | Valladolid                      | 22 czerwca   | 3:1 (25:18, 26:24, 21:25, 25:22)        | Liga Światowa 2008                                             |        |
| 24   | Bułgaria          | Madryt                          | 27 czerwca   | 3:1 (25:16, 18:25, 25:21, 25:16)        | Liga Światowa 2008                                             |        |
| 25   | Bułgaria          | Pinto                           | 29 czerwca   | 2:3 (25:17, 27:29, 25:15, 23:25, 10:15) | Liga Światowa 2008                                             |        |
| 26   | Stany Zjednoczone | Madryt                          | 4 lipca      | 2:3 (23:25, 22:25, 31:29, 25:20, 16:18) | Liga Światowa 2008                                             |        |
| 27   | Stany Zjednoczone | Madryt                          | 6 lipca      | 0:3 (19:25, 19:25, 23:25)               | Liga Światowa 2008                                             |        |
| 28   | Stany Zjednoczone | Bloomington (Stany Zjednoczone) | 11 lipca     | 0:3 (19:25, 23:25, 25:27)               | Liga Światowa 2008                                             |        |
| 29   | Stany Zjednoczone | Bloomington (Stany Zjednoczone) | 12 lipca     | 1:3 (26:24, 22:25, 13:25, 18:25)        | Liga Światowa 2008                                             |        |
| 30   | Finlandia         | Tampere (Finlandia)             | 18 lipca     | 2:3 (21:25, 25:23, 25:23, 23:25, 11:15) | Liga Światowa 2008                                             |        |
| 31   | Finlandia         | Tampere (Finlandia)             | 19 lipca     | 0:3 (17:25, 15:25, 19:25)               | Liga Światowa 2008                                             |        |

## Mecze z poszczególnymi reprezentacjami
| Lp.   | Reprezentacja     | Liczba meczów | Wygrane | Wygrane | Wygrane | Przegrane | Przegrane | Przegrane | Bilans meczów (wygrane : przegrane) | Sety (wygrane : przegrane) |
| Lp.   | Reprezentacja     | Liczba meczów | 3:0     | 3:1     | 3:2     | 2:3       | 1:3       | 0:3       | Bilans meczów (wygrane : przegrane) | Sety (wygrane : przegrane) |
| ----- | ----------------- | ------------- | ------- | ------- | ------- | --------- | --------- | --------- | ----------------------------------- | -------------------------- |
| 1     | Argentyna         | 1             | 1       |         |         |           |           |           | 1:0                                 | 3:0                        |
| 2     | Australia         | 1             | 1       |         |         |           |           |           | 1:0                                 | 3:0                        |
| 3     | Brazylia          | 1             |         |         |         |           |           | 1         | 0:1                                 | 0:3                        |
| 4     | Bułgaria          | 5             |         | 1       |         | 1         | 2         | 1         | 1:4                                 | 7:13                       |
| 5     | Chińskie Tajpej   | 1             |         | 1       |         |           |           |           | 1:0                                 | 3:1                        |
| 6     | Egipt             | 1             | 1       |         |         |           |           |           | 1:0                                 | 3:0                        |
| 7     | Finlandia         | 5             |         | 2       | 1       | 1         |           | 1         | 3:2                                 | 11:10                      |
| 8     | Holandia          | 1             |         |         |         |           | 1         |           | 0:1                                 | 1:3                        |
| 9     | Japonia           | 1             |         | 1       |         |           |           |           | 1:0                                 | 3:1                        |
| 10    | Korea Południowa  | 1             | 1       |         |         |           |           |           | 1:0                                 | 3:0                        |
| 11    | Kuba              | 1             |         |         |         |           | 1         |           | 0:1                                 | 1:3                        |
| 12    | Niemcy            | 1             |         |         |         | 1         |           |           | 0:1                                 | 2:3                        |
| 13    | Polska            | 1             |         |         | 1       |           |           |           | 1:0                                 | 3:2                        |
| 14    | Portoryko         | 1             |         |         |         |           |           | 1         | 0:1                                 | 0:3                        |
| 15    | Rosja             | 1             |         |         |         |           |           | 1         | 0:1                                 | 0:3                        |
| 16    | Serbia            | 1             |         |         |         | 1         |           |           | 0:1                                 | 2:3                        |
| 17    | Stany Zjednoczone | 5             |         | 1       |         | 1         | 1         | 2         | 1:4                                 | 6:13                       |
| 18    | Tunezja           | 1             |         | 1       |         |           |           |           | 1:0                                 | 3:1                        |
| 19    | Włochy            | 1             |         |         | 1       |           |           |           | 1:0                                 | 3:2                        |
| Razem | Razem             | 31            | 4       | 7       | 3       | 5         | 5         | 7         | 14:17                               | 57:64                      |

## Bilans meczów
|                 | zwycięstwa | porażki |
| ogółem          | 14         | 17      |
| dom             | 3          | 3       |
| wyjazd          | 1          | 7       |
| neutralny teren | 10         | 7       |

|                 | zdobyte | stracone |
| ogółem          | 57      | 64       |
| dom             | 13      | 13       |
| wyjazd          | 9       | 22       |
| neutralny teren | 35      | 29       |

## Mecze i turnieje towarzyskie
| Nr   | Przeciwnik | Miejsce           | Data    | Wynik (Hiszpania-przeciwnik)     | Impreza           | Raport |
| 2008 | 2008       | 2008              | 2008    | 2008                             | 2008              | 2008   |
| ---- | ---------- | ----------------- | ------- | -------------------------------- | ----------------- | ------ |
| 1    | Włochy     | Modena (Włochy)   | 15 maja | 1:3 (25:23, 23:25, 18:25, 21:25) | mecze towarzyskie |        |
| 2    | Włochy     | Cagliari (Włochy) | 16 maja | 1:3 (21:25, 22:25, 25:22, 21:25) | mecze towarzyskie |        |

Bilans:
- zwycięstwa-porażki 0-2
- sety wygrane-sety przegrane: 2-6

## Mecze nieoficjalne
| Nr   | Przeciwnik       | Miejsce                  | Data         | Wynik (Hiszpania-przeciwnik)           | Impreza          | Raport |
| 2007 | 2007             | 2007                     | 2007         | 2007                                   | 2007             | 2007   |
| ---- | ---------------- | ------------------------ | ------------ | -------------------------------------- | ---------------- | ------ |
| 1    | LIG Greaters     | Suwŏn (Korea Południowa) | 14 listopada | 3:2 (20:25, 25:23, 25:22, 23:25, 15:9) | mecze sparingowe |        |
| 2    | Korea Południowa | Seul (Korea Południowa)  | 15 listopada | 2:2 (25:27, 25:18, 25:20, 19:25)       | mecze sparingowe |        |

Bilans:
- zwycięstwa-remisy-porażki 1-1-0
- sety wygrane-sety przegrane: 5-4